# 셜리 딘
셜리 딘(Shirley Deane, 1913년 3월 16일 ~ 1983년 4월 26일)은 미국의 배우, 영화배우이다. 샌프란시스코에서 태어났으며 글렌데일에서 사망하였다. 사인은 질병이다.
제시 H. 블래텐버거(Jesse H. Blattenberger)와 그의 아내 졸라(Zola, née Redden) 사이에서 태어난 그녀는 외할머니 손에 자랐다.
20세기 폭스의 존스 패밀리(Jones Family) 시리즈 영화에서 "보니 존스" 역을 맡은 여배우로 가장 잘 알려져 있다.

## 영화
- 댄싱 레이디 (1933년)
- 온 더 에비뉴 (1937년)
- 원 인 어 밀리언 (1936년)
- 희극의 왕 (1936년)
- 찰리 챈 앳 더 서커스 (1936년)